# Nils Erdmann
Nils Axel Fredrik Erdmann (23. september 1860 – 3. maj 1948) var en svensk litteraturhistorisk forfatter.
Erdmann, der var student fra Uppsala og juridisk embedsmand i Stockholm, debuterede 1884 med en pjece, Modern realism, en skildring af den samtidige franske og dansk-norske realisme med fyldige citater. Han vendte sig derefter til sit eget lands litteratur og udgav de livligt skrevne levnedsskildringer: August Blanche och hans samtid (1892), Carl Mikael Bellman, hans omgifning och samtid (ny, meget forøget udgave 1899), Esaias Tegnér, en porträttstudie (1896), Erik Gustaf Geijer (1897).
1901 kom Ur rococons lif, en novellistisk skildring fra 1788-91, væsentlig grundet på den Ekebladske brevsamling, De politiska kannstøparne, en idyl fra det borgerlige Stockholm (1904) og Gustaf III (1907). Endvidere har han udgivet en fyldig og vel skrevet biografi af Molière (1898). Erdmann er desuden medudgiver af det store værk Den svenske nationallitteratur og har leveret mange bidrag til svenske og udenlandske, også danske, tidsskrifter.